# Кукурник Ніна Григорівна
Ніна Григорівна Кукурник (5 серпня 1925, село Новосевастополь, тепер Березнегуватського району Миколаївської області — ?) — українська радянська діячка, доярка колгоспу «Прогрес» Березнегуватського району Миколаївської області. Депутат Верховної Ради СРСР 6—7-го скликань.

## Біографія
Народилася в бідній селянській родині. Освіта неповна середня.
З 1944 року — доярка колгоспу «XX-річчя Жовтня» (потім — «Прогрес») села Новосевастополь Березнегуватського району Миколаївської області. Ударниця комуністичної праці.
Потім — на пенсії в місті Миколаєві Миколаївської області.

## Нагороди
- орден Леніна
- орден Жовтневої Революції
- орден Трудового Червоного Прапора
- медаль «За трудову відзнаку»
- медаль «За доблесну працю у Великій Вітчизняній війні 1941—1945 рр.»
- медалі